# Aleksandr Koltjenko
Aleksandr Koltjenko (ryska: Александр Кольченко; ukrainska: Олександр Кольченко Oleksandr Koltjenko) född 26 november 1989 i Simferopol, är en i Ryssland terroristdömd ukrainsk aktivist.
Koltjenko växte upp på Krim och är uttalad pro-ukrainsk och kritiker av Rysslands annekterande av Krim. Han greps 16 maj 2014 av Ryska federationens federala säkerhetstjänsten i Simferopol och fördes till Leforotovofängelset i Moskva. 19 augusti 2015 dömdes han vid en militärdomstol i Rostov-na-Donu i Ryssland till 10 års fängelse för att "ha varit medlem av en terrorcell på Krimhalvön och för att planerat attacker mot den ryska staten". Han dömdes för att vara involverad i två försök till mordbränder med hjälp av Molotovcocktails i Simferopol 14 och 18 april 2014, ett mot partiet Enade Rysslands lokalavdelning och ett annat mot ett av föreningen Krims ryska samfunds (ryska: Русская община Крыма) kontor, dåd som beställts av den högerextrema gruppen Högra Sektorn. Han dömdes för också for attentatsplaner mot offentliga byggnader, järnvägsstationer och att på Segerdagen 9 maj planerade att spränga Simferopols Leninstaty och Eviga lågan, ett monument till minne av Stora fosterländska kriget.
Han dömdes även för olaga vapeninnehav.
Samtidigt dömdes Oleg Sentsov som terrorcellens leder till 20 års fängelse för terrorbrott.
Rättegångarna fördömdes av USA:s regering och EU då de anser att den bryter Internationell rätt. EU:s utrikeschef Federica Mogherini uttalande att "Ryska domstolar har inte behörighet att döma handlingar som begåtts utanför det internationellt erkända ryska territoriet". Rättegångarna fördöms också av de ukrainska myndigheterna som ser domerna som politiska. Ryssland förnekar att Koltjenko skulle vara en politisk fånge.
Koltjenko frisläpptes i samband med en större fångutväxling mellan Ukraina och Ryssland 7 september 2019.